# 蔣文瀾
蔣文瀾（1654年—1732年），字葭友，號紫峰、又号石香，晚號退閒居士、退閒老人，江南蘇州府吳縣人，清朝政治人物。

## 生平
蔣文瀾為蘇州婁關蔣氏家族蔣燦曾孫。本生祖父蔣圻（字胤侯，號雪菴，1617-1664）為蔣燦第三子，監生，《滄浪亭五百名賢像》有其像記。嗣祖父蔣垣（字師維，號公藩，1613-1634）為蔣燦長子，長洲庠生，《滄浪亭五百名賢像》有其像記。父蔣之逵為蔣圻次子，監生，出嗣大伯父蔣垣。母為內閣中書沈萬綏（沈恩孚五世祖）孫女、廩膳生沈煇女。蔣之逵有六子，蔣文瀾為長子，五弟蔣文淳為進士出身。
蔣文瀾從學舅祖盛符升及繆彤等先生，康熙十六年（1677年）丁巳科江南鄉試舉人，授中書科掌印中書，二十三年（1684年）康熙帝南巡期間授徵仕郎，同年十月任甲子科順天武舉鄉試同考官，二十四年（1685年）任乙丑科武會試收卷官，二十八年（1689年）廷試科道一等，同年夏因祖母盛氏過世，乞假回鄉。四十四年（1705年）春重回京師，補兵部職方司主事，負責武職銓選與文選等事務，受兵部尚書屠粹忠賞識倚重，同年任乙酉科順天武鄉試提調官，候補按察司副使。蔣文瀾因年事漸高且早有退隱之意，遂再度回鄉，歸隱吳縣西百花巷，自號“退閒老人”。雍正五年（1727年）蔣文瀾帶領諸弟侄助修江南水利有功，於六年（1728年）獲雍正帝褒獎加授光祿寺少卿。蔣文瀾專研理學，著有《尚書講義》、《性理正說》、《葭友詞集》等書。其侄蔣重光輯《昭代詞選》第十二卷錄有其詞作《水龍吟》（送四男曰梅赴荊門州任）一首。

## 家庭
夫人為金國用長兄金上觀女；繼妻為李吳滋玄孫女、工部虞衡司員外郎李楷（字仲木，號蓉山）曾孫女、太學生李埏女（1673-1734），蔣文瀾從弟蔣深夫人李靜芳為李氏從姑；側室王氏、楊氏、龔氏、李氏及殷氏。有九子：蔣曰棟、蔣曰樑、蔣曰梅、蔣曰樞、蔣曰梓（早殤）、蔣曰棠、蔣曰霖、蔣曰杞及蔣曰萊。還有七女：長女嫁康熙十八年（1679年）己未科進士陸祖修子陸誠；次女嫁太學生徐澄；三女嫁陳敳永孫、侯官縣知縣陳克嵩；四女嫁康熙二十四年（1685年）乙丑科進士張孟球子張景祁；五女許字常熟席士錡，未嫁先卒；六女嫁候選州同陶塈；七女許字朱繼曖。